# Флорин Суруђу
Флорин Суруђу (рум. Florin Surugiu; 10. децембар 1984) професионални је рагбиста и репрезентативац Румуније, који тренутно игра за румунског суперлигаша ЦСМ Букурешт. Висок је 169 цм, тежак је 71 кг и игра на позицији број 9 - деми. Пре доласка у ЦСМ Букурешт играо је за РК Стеауа Букурешт 2008–2012. (18 утакмица, 25 поена). За екипу Букурешт вукови је одиграо 11 утакмица и постигао 5 поена. За ЦСМ Букурешт је одиграо 23 утакмица и постигао 5 поена. За репрезентацију Румуније дебитовао је против Уругваја 2008. Играо је на 2 светска првенства (2011, 2015). За репрезентацију Румуније је до сада одиграо 54 утакмице и постигао 20 поена.